# Elemér
Elemér est un prénom hongrois masculin.

## Étymologie
Prénom mis sous sa forme actuelle et popularisé par Mihály Vörösmarty et Mór Jókai, à partir de sa forme ancienne Ilemer d'origine incertaine :
- soit le nom slave Velimir dont les éléments signifient « grand » et « paix »,
- soit le nom germanique Elmar dont les éléments signifient « noble » et « célèbre »[1].